# Espai periplasmàtic

Il·lustració de la paret cel·lular d'un bacteri gramnegatiu. L'espai perpiplasmàtic és entre ambdues membranes.

El periplasma o espai periplasmàtic és un espai envoltat per dues barreres permeables selectives, és a dir membranes biològiques, les quals són la membrana interna (és a dir, la membrana citoplasmàtica) i la membrana exterior en els bacteris gramnegatius. Estrictament no hi ha espai periplasmàtic en els bacteris gram positius, però s'ha observat una regió anomenada zona de la paret interior (inner wall zone (IWZ)) entre la membrana citoplasmàtica i la paret cel·lular madura.
El periplasma pot constituir fins al 40% del volum cel·lular total rm les espècies gram negatives, mentre que el IWZ és molt més petit en les espècies gram positives. No està clara encara la composició del IWZ.
En els bacteris diderms, el periplama conté un tènue paret cel·lular composta de peptidoglicà. A més té soluts, com els ions i les proteïnes, que estan implicats en moltes funcions com per exemple la nutrició, el transport o la mateixa síntesi del peptidoglicà. El periplasma no té ATP.